# Macrobarasa xantholopha
Macrobarasa xantholopha är en fjärilsart som beskrevs av George Francis Hampson 1896. Macrobarasa xantholopha ingår i släktet Macrobarasa och familjen trågspinnare. Inga underarter finns listade i Catalogue of Life.